# رينا (ألمانيا)
رنا (مكلنبورغ فوربومن) (بالألمانية: Rehna) هي بلدة ألمانية تقع في ألمانيا في مكلنبورغ فوربومرن. يقدر عدد سكانها بـ 3,576 نسمة .